# Murad I Hudavendighiar
Murad I (poreclit Hüdavendigâr) (limba turcă: I.Murat Hügavendigâr) (n. 29 martie sau iunie 1326, Sogut ori Bursa – d. 15 iunie 1389, Bătălia de la Kosovo Polje) (limba arabă: مراد الأول) a fost conducătorul Imperiului Otoman între anii 1359 - 1389. A fost fiul sultanului Orhan Gazi.
Între 1385 și 1387, în regiunea Toplica, a avut loc bătălia de la Pločnik (lângă orașul modern Prokuplje ), în care forțele sârbe ale prințului Lazăr Hrebeljanović au învins armata otomană invadatoare a sultanului Murad I.
A decedat la 15 iunie 1389, în Bătălia de la Kosovo Polje.

## Familie

### Consoarte
- Gulçicek Hatun. Sclavă, de origine greacă. Inițial fiind concubina Aclan Bey.
- Fülane Hatun. Fiica lui Ahî Seyyid Sultân.
- Paşa Melek Hatun. Fiica lui Kızıl Murad Bey.
- Fülane Hatun. Fiica lui sârbului Konstantin de Kostendil.
- Kera Tamara Hatun. Fiica țărului bulgar Ivan Alexandru, care era renumită pentru frumusețea ei.
- Fülane Hatun. Fiica lui Cândâroğlu Süleyman II Paşah.
- Maria Hatun. Fiica Impăratului Bizantin Ioan al V-lea Paleologul și al soției sale Elena Cantacuzino.

### Băieți
- Savci Bey (d. 1374) – Cu Fülane Hatun, Fiica lui Süleyman II Pașah. S-a impotrivit tătălui său, fiind executat de către acesta după o răscoală.
- Bayezid I (1360 - 1403) - Cu Gulçiçek Hatun. Succesorul tătălui său.
- Yakub Çelebi (d. 20 June 1389) – Cu Fülane Hatun, Fiica lui Süleyman II Pașah. Executat de către fratele sau, Bayezid I.
- Ibrahim Bey
- Yahşi Bey (d. Inainte de 1389) -  Cu Gülçiçek Hatun.

### Fete
- Nefise Melek Sultan Hatun (d. După 1402)
- Özer Hatun
- Erhundi Hatun
- Mihriali Devlet Sultan Hatun
- Nilüfer Hatun

| | Sultani ai Imperiului Otoman |                        |                   |                       |                   |                   |
| Ascensiunea (1299 – 1453) Osman I Orhan Gazi Murad I Hudavendighiar Baiazid I Ildârâm Mehmed I Celebi Murad al II-lea Mahomed al II-lea Propășirea (1453 – 1683) Baiazid al II-lea Selim I Soliman I Selim al II-lea Murad al III-lea Mehmed al III-lea Ahmed I Mustafa I Osman al II-lea Murad al IV-lea Stagnarea (1683 – 1827) Ibrahim I Mehmed al IV-lea Suleiman al II-lea Ahmed al II-lea Mustafa al II-lea Ahmed al III-lea Mahmud I Osman al III-lea Mustafa al III-lea Abdul Hamid I Selim al III-lea Mustafa al IV-lea Mahmud al II-lea Declinul (1828 – 1908) Abdul-Medjid Abdul-Aziz Murad al V-lea Abdul-Hamid al II-lea Mehmed al V-lea Destrămarea (1908 – 1923) Mehmed al VI-lea |                              |                        |                   |                       |                   |                   |
| Ascensiunea (1299 – 1453) |                              |                        |                   |                       |                   |                   |
| Osman I | Orhan Gazi                   | Murad I Hudavendighiar | Baiazid I Ildârâm | Mehmed I Celebi       | Murad al II-lea   | Mahomed al II-lea |
| Propășirea (1453 – 1683) |                              |                        |                   |                       |                   |                   |
| Baiazid al II-lea | Selim I                      | Soliman I              | Selim al II-lea   | Murad al III-lea      | Mehmed al III-lea | Ahmed I           |
| |                              | Mustafa I              | Osman al II-lea   | Murad al IV-lea       |                   |                   |
| Stagnarea (1683 – 1827) |                              |                        |                   |                       |                   |                   |
| Ibrahim I | Mehmed al IV-lea             | Suleiman al II-lea     | Ahmed al II-lea   | Mustafa al II-lea     | Ahmed al III-lea  | Mahmud I          |
| Osman al III-lea | Mustafa al III-lea           | Abdul Hamid I          | Selim al III-lea  | Mustafa al IV-lea     | Mahmud al II-lea  |                   |
| Declinul (1828 – 1908) |                              |                        |                   |                       |                   |                   |
| | Abdul-Medjid                 | Abdul-Aziz             | Murad al V-lea    | Abdul-Hamid al II-lea | Mehmed al V-lea   |                   |
| Destrămarea (1908 – 1923) |                              |                        |                   |                       |                   |                   |
| |                              |                        | Mehmed al VI-lea  |                       |                   |                   |